# Környezetbarát repülés
A környezetbarát repülés legfőbb képviselői a sportrepülők. Számukra nem is a környezetvédelem, és nem is a gazdasági szempont az elsődleges, hanem a természeti elemek minél jobb kihasználása, melyhez nagyon sok gyakorlás és tudás szükséges. A mai világban mind a polgári, mind a katonai repülésben a gazdaságilag is helytálló környezettudatos szempontok kerülnek előtérbe. Ehhez nyújt nagy segítséget a sportrepülők több évtizedes tapasztalata.

## A vitorlázórepülés
A vitorlázórepülés mint sportág több mint százéves múltra tekint vissza. A hőskor testsúlyáthelyezéssel irányított egyszerű siklógépeitől a modern kor nagy teljesítményű vitorlázó repülőgépeinek kifejlesztéséig hosszú göröngyös út vezetett, mely rengeteg munkát és áldozatot követelt a kísérletező kedvű mérnököktől és pilótáktól. Bár a technika, az anyagtudomány nagyon sokat fejlődött ez alatt az egy évszázad alatt, a siklórepüléssel foglalkozó embereket ma ugyanaz a cél vezérli, mint kezdetben; a szabadon repülés vágya, a kiemelkedés a szürke, megszokott földi környezetünkből. A vitorlázórepülés a repülés olyan ága, mely a motoros repüléssel megegyező fizikai alapokon nyugszik, azonban a repülőgépet körülvevő levegőt nem csupán közlekedésre alkalmas közegként azonosítja, hanem annak energiáját is hasznosítani igyekszik. A motoros repülőgépek üzemanyaguk elégetésével nyert kémiai energiából táplálkoznak, a vitorlázó repülőgépek pedig motor híján kénytelenek a légkörben rejlő energiák felhasználására.  A vitorlázórepülés számára minden jelentősebb légköri feláramlás hasznosítható. Léteznek termikus feláramlások, azaz termikek, és léteznek orográfiai eredetű feláramlások, mint pl. a lejtőszél és a hullám.

### A gyalogsárkány
Az anyagok fejlődésével alakult ki a sportág egyik olcsóbb fajtája, a gyalogsárkánnyal való repülés. Az eszköz története az ókorig nyúlik vissza, de az első igazi példányt az ötvenes évek közepén tervezte meg Francis Rogallo, a NASA mérnöke, miután az űrhivatal ezzel szerette volna a földre juttatni a leszálló űrkabinokat. Az 1990-es évekig egyre nagyobb népszerűségnek örvendett, hiszen mindenki számára egyformán könnyen elérhető volt.

### A siklóernyő
A siklóernyőzés a legfiatalabb ága a sportrepülésnek, mégis igen nagy népszerűségnek örvend. Ennek oka egyrészt, hogy ugyanazokon az alapokon nyugszik, mint az előzőleg említett két repülési mód, azonban még olcsóbb és még jobban elérhetőbb bárki számára. A sportág a mai napig sokat fejlődik.

## Gazdaságosabb repülés
Igaz, hogy a vitorlázórepülés a legrégebbi sportág, ennek ellenére az ebben végbemenő fejlődés van a legnagyobb hatással a környezetbarát repülésre. A sportágban a minél jobb teljesítmény elérésnek érdekében minél könnyebb és minél kecsesebb gépekre van szükség, ezért nagy hangsúlyt fektetnek az alapanyagok és a szárnyprofilok kifejlesztésére. Az itt alkalmazott technikai megoldásokat és gyakorlati eredményeket figyelembe véve tudnak minél gazdaságosabb repülőgépeket építeni az élet minden területén. A vitorlázórepülésben elsőként használt kompozit anyagot a későbbiekben szívesen használták a kisebb méretű motoros sportrepülőkben, majd napjainkban éppen a legelső teljesen kompozitból készült utasszállító repülőnek (Boeing 787 Dreamliner) tesztelése folyik. Ezen anyagok felhasználásával csökken a repülőgép üzemanyag fogyasztása, ezzel csökkentve a környezetterhelést.

### Anapenergia
A vitorlázórepülésben előszeretettel használják a napelemeket, mivel más lehetőség nincs a repülés közbeni akkumulátor-töltésre. Mivel ezek nagyon jól beváltak, így most már ezek a legtöbb fajta repülőgépben megtalálhatóak, ezzel csökkentve a fosszilis energiahordozók használatát.A mai tudományos kísérletek abba az irányba haladnak, miszerint tisztán megújuló energiával hajtsák meg a repülőket. A kísérlet eredményeképpen léteznek már nem ember által irányított katonai repülőgépek, amelyek képesek akár 2 napot is folyamatosan a levegőben tölteni kizárólag napenergia felhasználásával. Emellett kísérletek folynak olyan ember által irányított repülőgépekkel, melyek alapját egy vitorlázó-repülőgép alkotja, amit napelemmel meghajtott villamosmotor működtet.

### Még több info
- Siklórepülés
- Siklóernyő
- Termik

### Külső hivatkozások
- Aeroclub Pécs
- Napelemes repülőgép[halott link]
- Napelemes repülőgép 2
- Üzemanyagcellás Repülő
- Boeing 787